# Voblast de Mahiliow
La voblast de Mahiliow (en biélorusse : Магілёўская вобласць, Mahiliowskaïa voblast) ou oblast de Moguilev (en russe : Могилёвская область, Moguiliovskaïa oblast) est une subdivision de la Biélorussie. Sa capitale administrative est la ville de Moguilev.
Cette voblast ainsi que la voblast de Homiel ont souffert sévèrement de la catastrophe de Tchernobyl.

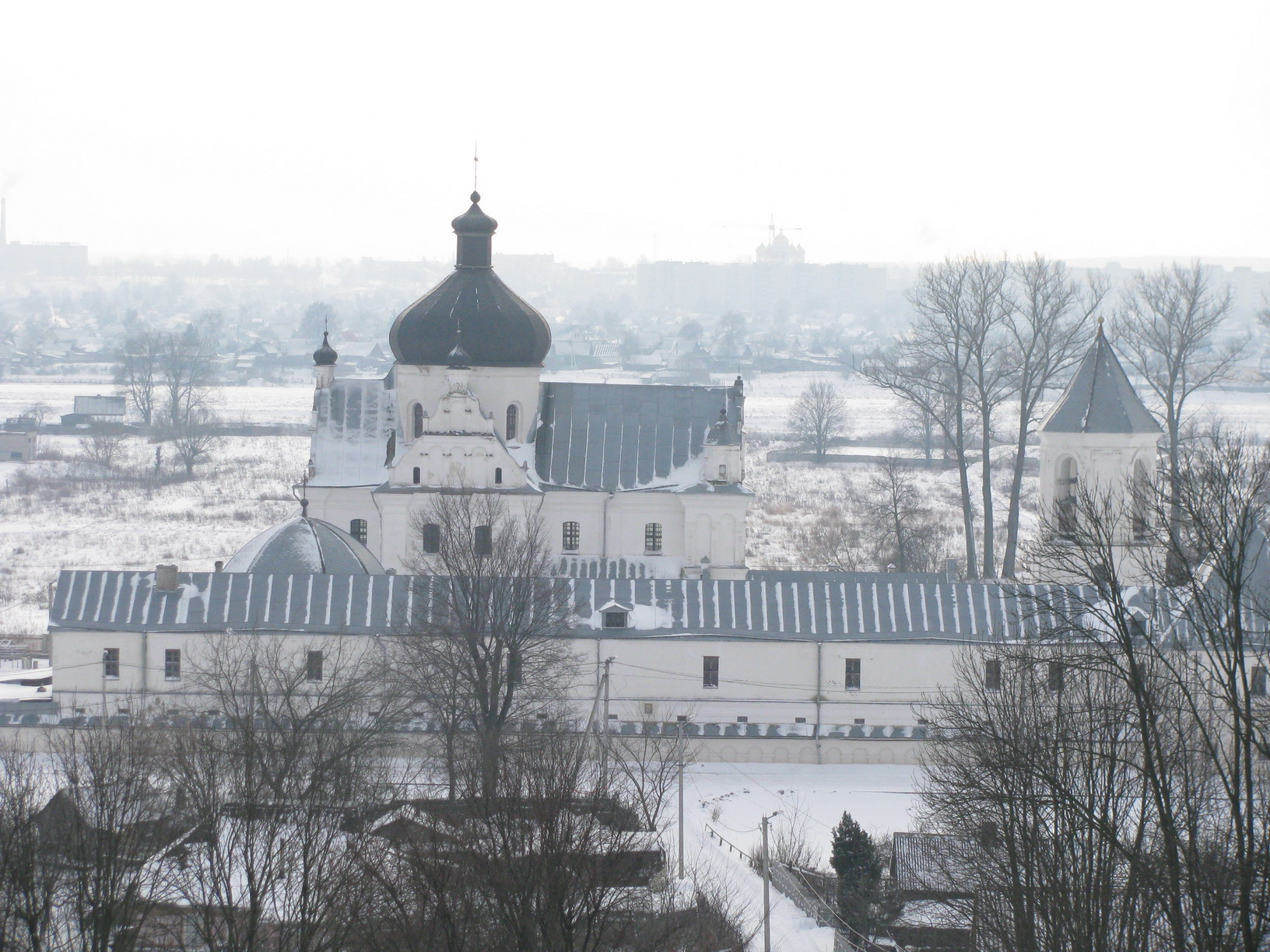
Le monastère Saint-Nicolas, Moguilev

## Situation géographique
- Région située sur les rives du Haut-Dniepr et ses affluents principaux : le Soge et la Bérézina.
- Superficie : 29 000 km2, s'étendant sur 300 km d'ouest en est et sur 150 km du nord au sud.
- Frontières orientales communes avec les régions de Smolensk et de Briansk de la fédération de Russie. La région est jouxtée au nord par la voblast de Vitebsk, et à l'ouest par la voblast de Minsk, ainsi que par la voblast de Homiel au sud.

## Population

### Démographie
Les résultats des recensements de la population (*) font apparaître une augmentation de la population jusqu'aux années 1980. Le déclin a commencé après la dislocation de l'Union soviétique et s'est accéléré dans les premières années du XXIe siècle :
| 1959*     | 1970*     | 1979 *    | 1989*     | 1999*     | 2009*     |
| --------- | --------- | --------- | --------- | --------- | --------- |
| 1 176 556 | 1 226 859 | 1 246 833 | 1 279 797 | 1 213 521 | 1 099 374 |

| Année | Population | Naissances annuelles | Décès annuels | Solde naturel annuel | Taux de natalité (‰) | Taux de mortalité (‰) | Solde naturel (‰) | Indice de fécondité |
| ----- | ---------- | -------------------- | ------------- | -------------------- | -------------------- | --------------------- | ----------------- | ------------------- |
| 2004  | 1 153 802  | 10 282               | 18 278        | -7 996               | 8,9                  | 15,8                  | -6,9              | 1,22                |
| 2005  | 1 140 842  | 10 454               | 18 494        | -8 040               | 9,2                  | 16,2                  | -7,0              | 1,25                |
| 2006  | 1 128 983  | 11 081               | 17 961        | -6 880               | 9,8                  | 15,9                  | -6,1              | 1,34                |
| 2007  | 1 119 098  | 11 868               | 16 783        | -4 915               | 10,6                 | 15,0                  | -5,4              | 1,45                |
| 2008  | 1 110 438  | 12 286               | 16 960        | -4 674               | 11,1                 | 15,3                  | -4,2              | 1,51                |
| 2009  | 1 101 770  | 12 295               | 16 841        | -4 546               | 11,2                 | 15,3                  | -4,1              | 1,53                |
| 2010  | 1 092 680  | 11 840               | 17 054        | -5 214               | 10,8                 | 15,6                  | -4,8              | 1,49                |
| 2011  | 1 084 106  | 12 139               | 16 861        | -4 722               | 11,2                 | 15,6                  | -4,4              | 1,57                |
| 2012  | 1 078 303  | 12 776               | 15 597        | -2 821               | 11,8                 | 14,5                  | -2,7              | 1,69                |
| 2013  | 1 074 515  | 13 066               | 15 241        | -2 175               | 12,2                 | 14,2                  | -2,2              | 1,76                |
| 2014  | 1 071 620  | 13 270               | 14 872        | -1 602               | 12,4                 | 13,9                  | -1,5              | 1,83                |
| 2015  | 1 069 170  | 12 946               | 14 410        | -1 464               | 12,1                 | 13,5                  | -1,4              | 1,83                |
| 2016  | 1 066 127  | 12 810               | 14 372        | -1 562               | 12,0                 | 14,0                  | -2,0              | 1,85                |

### Villes
Les deux tiers de la population (875 000 personnes) sont des citadins, dont plus de la moitié habitent les agglomérations industrielles de Moguilev et Babrouïsk. Les principales villes sont :
- Moguilev (biélorusse : Магілёў ; russe : Могилёв ; Łacinka : Mahiloŭ) — 365 000 habitants
- Babrouïsk (biélorusse : Бабруйск ; russe : Бобруйск) — 220 800 habitants
- Assipovitchy (biélorusse : Асiповiчы ; russe : Осипо́вичи ; Łacinka : Asipovičy) — 34 700 habitants
- Horki (biélorusse : Горкі) — 34 000 habitants
- Krytchaw (biélorusse : Крычаў ; łacinka : Kryčaŭ) — 28 200 habitants
- Bykhaw (biélorusse : Бы́хаў ; łacinka : Bykhaŭ ; russe : Бы́хов) — 17 300 habitants
- Kastsioukovitchy (biélorusse : Касцюковічы) — 16 100 habitants
- Klimavitchy (biélorusse : Клiмавiчы ; łacinka : Klimavičy ; russe : Климовичи ; łacinka : Klimavičy) — 16 000 habitants
- Chklow (biélorusse : Шклоў ; russe : Шклов; łacinka : Škłoŭ) — 15 900 habitants

## Subdivisions
La voblast de Moguilev est subdivisée en 21 raions, 195 selsoviets, 13 villes.
Les 21 raïons de la voblast de Moguilev sont :
| - raïon d'Assipovitchy - raïon de Babrouïsk - raïon de Bialynitchy - raïon de Bykhaw - raïon de Chklow | - raïon de Drybine - raïon de Hlousk - raïon de Horki - raïon de Khotsimsk | - raïon de Kirawsk - raïon de Klimavitchy - raïon de Klitchaw - raïon de Krasnapolle | - raïon de Krytchaw - raïon de Krouhlaïe - raïon de Kastsioukovitchy - raïon de Moguilev | - raïon de Mstsislaw - raïon de Slawharad - raïon de Tchavoussy - raïon de Tcherykaw |

Jusqu'en 2010, lors de la liquidation des conséquences de la catastrophe de Tchernobyl, les habitants de 141 localités de la région de Mahilyow ont été évacués et 88 localités ont été ensevelies. Après l'accident, plus de 21 500 personnes ont été relogées dans des zones propres de la république, ce qui a entraîné une diminution de la population de la région d'environ 7 %. Les zones les plus contaminées sont les districts de Bykhaw, Kastsioukovitchy, Krasnapolle, Slawharad et Tcherykaw; ces zones sont contaminées non seulement par le césium 137, le principal nucléide générateur de dose, mais aussi par le strontium 90. Dans 14 districts de la région de Mahiliow, 11 200 km² de territoire ont été contaminés par la radioactivité, ce qui représente 38,6 % de la superficie totale de la Voblast. Au début de 2010, près de 119 500 personnes vivaient dans 778 localités dans des zones contaminées par la radioactivité.

## Économie: industrielle et agroforestière
- L’industrie (chimique et de construction mécanique principalement) domine avec plus de 250 entreprises industrielles
  - La production vient à 70 % des villes de Moguilev et de Bobrouïsk qui subissent une importante pollution de l'air, de l’eau et des sols
  - Productions principales : fibres chimiques, pneus, ascenseurs, moteurs électriques, pompes centrifuges, tubes de fonte, véhicules (camions, engins de travaux publics et agricoles, grues..)
- L’agriculture s’est adaptée à la nature géopédologique des sols tantôt pauvres et acides (podzols), tantôt argileux et plus fertiles
  - Avec 281 kolkhozes, 88 sovkhozes, 445 fermes, la région est plutôt consacrée à l'élevage laitier, la viande bovine et porcine et la production du lin, outre les céréales, plantes fourragères et la pommes de terre (aliment traditionnel du pays)
  - On est en train de créer la base juridique de passage du complexe agro-industriel vers le marché et on effectue la privatisation.
- Développement de l’économie de marché
  - En 1997-1998 l’État décide de développer également les entreprises et le « petit business », des zones d’activités inspirées du modèle occidental (ex : "Technoparc Moguilev", pépinière d’entreprise de Moguilev, Centre de soutien aux entreprises "Agrobusiness-centre" à Horki, etc.) Il existe un Comité territorial de l'entreprise et des investissements de la région à Moguilev
  - Plus d’un quart du budget régional viendrait des taxes issues de l’économie non étatique.